# Michele F. Lozzi
Michele F. Lozzi (Lucito, 24 oktober 1876 – Providence, 21 januari 1964) was een Italiaans-Amerikaans componist, dirigent, klarinettist en saxofonist. 

## Levensloop
Lozzi kreeg muziekles van zijn vader Domenico Lozzi, die dirigent van de plaatselijke band was. Al spoedig speelde hij zowel klarinet als saxofoon in de Banda musicale di Lucito. Vervolgens verleende hij zijn dienst bij het Italiaanse leger en studeerde gedurende deze 8 jaar ook harmonie, compositie en orkestdirectie bij een heer Asiola in  Alessandria. 3 jaar later kwam hij terug in zijn geboortestad en richtte aldaar en verdere banda "di giro" op. In 1906 emigreerde hij naar de Verenigde Staten en vestigde zich vanaf 1908 in Providence (Rhode Island). In Providence richtte hij een 50-koppig harmonieorkest op en speelde ermee in vele steden en dorpen in New England. Hij is eveneens bezig als klarinet- en saxofoonvirtuoos en dirigeerde in het loop van de jaren meerdere harmonieorkesten in de regio. 
Hij componeerde marsen en dansen voor harmonieorkest en schreef ook kamermuziek.

## Composities

### Werken voor harmonieorkest
- Coal Miners, mars
- Eroica, marcia sinfonica
- Evalina premiata, polka
- Fountanelle Abruzzese
- Friends
- I buffoni, mars
- Il Colletta, marcia sinfonica
- Il piccolino
- La processione
- Marcia miliatare
- Marcia No. 8
- Marcia No. 15
- Mio figlio
- Omaggio a Introdacqua, marcia sinfonica
- Ricordo d'Italia, marcia sinfonica
- Studente musicale
- The Solar Corner
- The Three Musketeers
- Tutti Maestri